# آدم (فلم 1992)
آدم (بالإنجليزية: Adam) هو فيلم رسوم متحركة قصير بريطاني من إنتاج عام 1992 ، مدة الفيلم 6 دقائق من الصلصال من تأليف وتحريك وإخراج بيتر لورد أوف آردمان للرسوم المتحركة. تم ترشيحه لجائزة جائزة الأوسكار لأفضل فيلم رسوم متحركة قصير والجائزة المكافئة في الأكاديمية البريطانية لفنون السينما والتلفزيون، في عام 1992 ، وفاز بجائزتين في مهرجان آنسي الدولي لأفلام الرسوم المتحركة في عام 1993. وهو يقوم على بداية سفر التكوين. تم توزيعه بواسطة اردمان للرسوم المتحركة.

## ملخص
الفيلم عبارة عن "محاكاة ساخرة لخلق الحياة". وآدم هو رجل خلقته يد الله ووضعه على هذا الكوكب المنعزل. يقوم بأفعال سخيفة ويقوم بكل أنواع الأشياء الغريبة. عندما يدرك الله أن آدم وحيد، يجعل آدم صديقًا. آدم، الذي كان يتوقع أن تكون حواء، يستعد كما لو كان على موعد فقط ليكتشف أن صديقه الجديد هو بطريق.